# Пянда (река)
Пя́нда — река в Архангельской области России.
Протекает по территории Шенкурского и Виноградовского районов. Вытекает из озера Челмозеро на высоте 67 м над уровнем моря. Впадает в реку Северную Двину в 339 км от её устья по левому берегу, в районе посёлка Пянда и деревни Пянда. Длина реки составляет 106 км, площадь водосборного бассейна — 920 км².

## Притоки (км от устья)
- 4 км — река Чудеса (лв)
- 21 км — река Ёлмас (лв)
- 22 км — река Варнас (лв)
- 52 км — река Нёвгод (пр)
- 53 км — река Тялова (лв)

## Данные водного реестра
По данным государственного водного реестра России относится к Двинско-Печорскому бассейновому округу, водохозяйственный участок реки — Северная Двина от впадения реки Вага и до устья, без реки Пинега, речной подбассейн реки — Северная Двина ниже места слияния Вычегды и Малой Северной Двины. Речной бассейн реки — Северная Двина.
Код объекта в государственном водном реестре — 03020300412103000032617.